# ТЕС Піллайперумалналлур
11°4′30″ пн. ш. 79°50′3″ сх. д. / 11.07500° пн. ш. 79.83417° сх. д.
ТЕС Піллайперумалналлур (Pillaiperumalnallur) – теплова електростанція на південному сході Індії у штаті Тамілнад.
В 2001 році на майданчику станції ввели в дію енергоблок потужністю 330 МВт, встановлена у якому одна газова турбіна потужністю 210,5 МВт живить через котел-утилізатор одну парову турбіну з показником 120 МВт.
Станцію спорудили з розрахунку на використання природного газу, який мав надходити по Газотранспортній системі басейну Кавері. Як друге основне паливо передбачалось спалювати суміш легких нафтопродуктів – naphtha (також є цінною нафтохімічною сировиною і використовується установками парового крекінгу). Для розвантаження naphtha ТЕС має власний причал.
По факту ресурсу блакитного палива виявилось недостатньо, а ціни на naphtha у 2000-х роках почали стрімко зростати разом з цінами на нафту, що потягнуло суперечки між власниками станції та енергопостачальною компанією Tamil Nadu Electricity Board (в подальшому Tamil Nadu Generation and Distribution Corporation, TANGEDCO), яка мала зобов’язань з придбання електроенергії та була незадоволена високими цінами. 
В 2009-му на ТЕС по трубопроводу PY-1 – Піллайперумалналлур подали природний газ офшорного походження, втім, вже за пару років обсяги цих поставок скоротились в рази.
Також можливо відзначити, що наприкінці 2010-х у Тамілнаді почав роботу термінал для прийому ЗПГ Енноре, від якого почали прокладання газопровідної системи, що прямує на південь штату. Очікується, що в першій половині 2020-х станція зможе отримувати регазифікований ресурс по трубопроводу Асанур – Карайкал.
Для охолодження використовують морську воду.
Видача продукції відбувається по ЛЕП, розрахованим на роботу під напругою 230 кВ.
Проект реалізували через компанію PPN Power Generating Company Private Limited, серед акціонерів якої були індійська Apollo Group, японська Marubeni (26%), американські El Paso Energy Corporation (26%) та PSEG Global (20%). В 2005-му оголосили про досягнення домовленості щодо викупу Apollo Group акцій El Paso Energy Corporation, що мало довести частку індійської групи до 54%.